# Inkretin-Effekt
Als Inkretin-Effekt wird in der Medizin die Mitte der 1960er Jahre beschriebene Beobachtung bezeichnet, dass bei gleichen Blutzuckerspiegeln die intravenöse Injektion von Glukose zu einer deutlich geringeren Ausschüttung des blutzuckersenkenden Hormons Insulin führt als eine orale Glukosezuführung.
Die Konzentration von Glukose im Blut erklärt daher nicht allein die Menge der Insulinausschüttung der Bauchspeicheldrüse.
Mitte der 1980er Jahre wurde auf der Basis experimenteller Daten das Ausmaß des Inkretin-Effekts in Abhängigkeit von der Glukosemenge auf etwa 25 bis 60 Prozent der Insulinantwort geschätzt.

## Ursache des Inkretin-Effekts
Als Ursache für den Inkretin-Effekt wurde die Existenz von Hormonen postuliert, die von der Darmschleimhaut gebildet werden. Auf der Suche nach diesen als Inkretine bezeichneten Hormonen wurde zunächst das von den K-Zellen der Zwölffingerdarmschleimhaut gebildete Glukoseabhängige insulinotrope Peptid (GIP) gefunden, dessen insulinfreisetzende Wirkung um 1970 nachgewiesen wurde. Da eine Neutralisation des GIP den Inkretin-Effekt jedoch nur um 20 bis 50 Prozent reduziert, wurde nach weiteren Inkretinen gesucht. Mitte der 1980er Jahre wurde dann das Glucagon-like Peptid 1 (GLP-1) beschrieben, das von den L-Zellen der Darmschleimhaut produziert wird. Die höchste Dichte dieser Zellen findet man am Ende des Dünndarms, dem sogenannten Ileum, sowie dem als Caecum bezeichneten Anfang des Dickdarms. Es konnte gezeigt werden, dass GLP-1 einen wesentlichen Anteil am Inkretin-Effekt hat und dass seine Wirkung additiv zur Wirkung des GIP ist. Gegenwärtig wird davon ausgegangen, dass diese beiden Hormone für den gesamten Inkretin-Effekt verantwortlich sind.

## Klinische Anwendung
Aufgrund detaillierter Untersuchung von GIP und GLP-1 wurde versucht, auf diesen Hormonen oder ihren Regulationsmechanismen beruhende Medikamente für die Therapie des Diabetes mellitus Typ 2 zu entwickeln.
Für GIP zeigte sich, dass es bei einem erhöhten Blutzuckerspiegel keine stimulierende Wirkung auf die Insulinfreisetzung hat. Für GLP-1 ist die Wirkung bei Diabetikern zwar geringer als bei stoffwechselgesunden Menschen, allerdings ausreichend für einen blutzuckersenkenden Effekt. GLP-1 selbst erwies sich jedoch bei einer medikamentösen Anwendung aufgrund des Abbaus durch das Enzym Dipeptidylpeptidase 4 als zu instabil und damit als zu kurzzeitig in seiner Wirkung.
Es wurden jedoch andere Substanzen gefunden, die nicht dieser enzymatischen Spaltung unterliegen und die aufgrund struktureller Gemeinsamkeiten eine mit dem GLP-1 vergleichbare Wirkung an dessen Rezeptor zeigen. Diese Substanzen werden als Inkretin-Mimetika bezeichnet. Leitsubstanz dieser neuen Wirkstoffklasse ist das Exenatid: die synthetische Version eines Hormons, das als Exendin-4 im Speichel der Gila-Krustenechse (Heloderma suspectum), einer amerikanischen Echsenart, gefunden wurde. Eine weitere Wirkstoffklasse auf der Basis des Inkretin-Effekts sind die Inhibitoren der Dipeptidylpeptidase 4, die durch die Hemmung der Dipeptidylpeptidase 4 den Abbau des körpereigenen GLP-1 verzögern.
Für beide Wirkstoffklassen zeigte sich, dass ihre Wirkung auf einer Stimulation der Freisetzung von Insulin und einer Hemmung der Glucagon-Sekretion beruht, und dass ihre Anwendung den Blutzuckerspiegel nüchtern und nach Nahrungsaufnahme verringert. Für Exenatid wurde darüber hinaus eine Senkung des Körpergewichts nachgewiesen. In weiteren Studien wurden zudem Hinweise darauf gefunden, dass eine längerfristige Behandlung mit Inkretin-Mimetika und Inhibitoren der Dipeptidylpeptidase 4 möglicherweise die insulinproduzierenden Betazellen schützt und ihren Untergang verhindert oder zumindest verzögert. Der Effekt beider Wirkstoffklassen ist zudem abhängig vom Blutglukosespiegel, so dass im Gegensatz zu den anderen zugelassenen antidiabetischen Medikamenten praktisch kein Risiko einer Unterzuckerung besteht.